# Младен Кнежевић
Младен Кнежевић (Крагујевац, 1979) српски је позоришни, филмски и ТВ глумац. Од 8. априла 2021. године директор Књажевско-српског театра.

## Биографија
Рођен 6. јануара 1979. године у Крагујевцу. Дипломирао глуму на Академији лепих уметности у класи Петра Зеца 2005. године.
У периоду од 2004. до 2008. године игра у Позоришту за децу Крагујевац.
Данас је члан ансамбла драме Књажевско-српског театра.

## Улоге
У Позоришту за децу Крагујевац играо у представама: 
- Мамина маза (Б. Милићевић),
- Пепељуга (Ж. Јоковић),
- Свемиронична бајка (И. Бојовић),
- Пут по свету на тротинету(Т. Николетић),
- Краљевић Марко (М. Недовић),
- На Белу недељу (Д. Андонова),
- Радознало слонче (Р. Киплинг),
- Ах, тај Змај (Јован Јовановић Змај).

У Књажевско-српском театру остварио следеће улоге: 
- Виконт Жодле (Молијер, Смешне прециозе),
- Парис (В. Шекспир, Ромео и Јулија),
- Виктор (Л. Андрејев/А. Червински/С. Бекет, Реквијем),
- Филиповић и Лакеј (М. Црњански, Сеобе),
- Џери (По мотивима Е. Олбија, Yahoo), Жандар (Б. Ћопић, Башта сљезове боје),
- Жандар (Б. Ћопић, Башта сљезове боје),
- Пандур (Ј. С. Поповић, Кир Јања),
- Радник (А. П. Чехов, Ујка Вања),
- Теча Јаков (Б. Нушић, Госпођа министарка, алтернација),
- Робер (М. Камолети, Боинг Боинг, копродукција са Краљевачким позориштем),
- Радник 2, Наркоман и Полицајац 3, Политичар 1, Бледуњави 2 и Туриста Американац (П. Михајловић, Двеста),
- Давор Јовић (П. Цицварић, Ко нема у вугла, гугла),

Остварио је улоге у ТВ серијама Село гори а баба се чешља, Мој рођак са села и Убице мог оца. 

## Филмографија
| Филмографија глумца Младена Кнежевића | Филмографија глумца Младена Кнежевића | Филмографија глумца Младена Кнежевића | Филмографија глумца Младена Кнежевића |
| Год.                                  | Назив                                 | Улога                                 |                                       |
| ------------------------------------- | ------------------------------------- | ------------------------------------- | ------------------------------------- |
| 2000-е                                |                                       |                                       |                                       |
| 2008.                                 | Село гори, а баба се чешља            | Мафијаш 2                             |                                       |
| 2008.                                 | Мој рођак са села                     | Војник 2                              |                                       |
| 2010-е                                |                                       |                                       |                                       |
| 2016.                                 | Убице мог оца                         | Полицајац                             |                                       |